# Maurice Strakosch

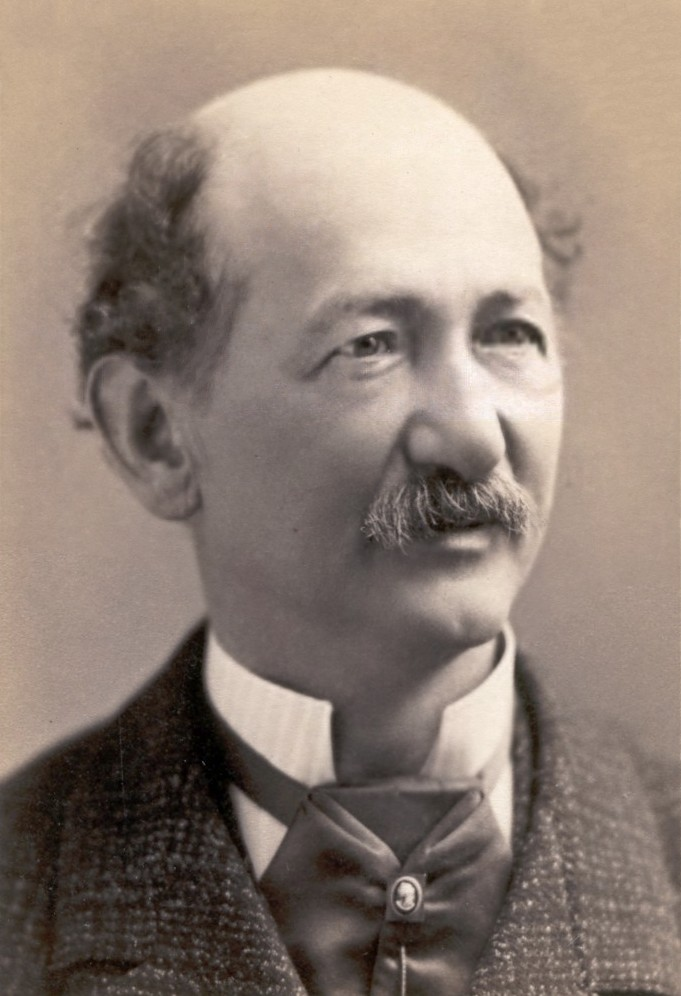
Maurice Strakosch

Maurice Strakosch (Groß Seelowitz, 15 de enero de 1825-París, 9 de octubre de 1887) fue un pianista, compositor y empresario teatral estadounidense de origen checo.
Estudió en Viena y fue profesor de Adelina Patti, que era hermana política suya. En 1845 se trasladó a los Estados Unidos y consiguió buenos éxitos como concertista y profesor. Posteriormente fue empresario de teatros e introdujo las obras de los grandes compositores en toda América.
Entre sus obras  figura la ópera Giovanna di Napoli y numerosas composiciones para piano.